# Армисан
Армисан (фр. Armissan) је насељено место у Француској у региону Лангдок-Русијон, у департману Од.
По подацима из 2011. године у општини је живело 1551 становника, а густина насељености је износила 123,98 становника/km².

## Демографија
| 1962. | 1968. | 1975. | 1982. | 1990. | 2011. |
| ----- | ----- | ----- | ----- | ----- | ----- |
| 594   | 667   | 687   | 935   | 1.252 | 1.551 |